# Хакман, Герман
Герман Вильгельм Хакман (нем. Hermann Wilhelm Hackmann; 11 ноября 1913, Оснабрюк, Германская империя — 20 августа 1994, Услар, Нижняя Саксония, Германия) — гауптштурмфюрер СС, шуцхафтлагерфюрер концлагеря Майданек и рапортфюрер концлагеря Бухенвальд.

## Биография
Герман Хакман родился 11 ноября 1913 года в семье полировщика. После окончания школы в 1930 году учился на каменщика, в 1933 году сдав экзамены на звание подмастерья. 1 ноября 1933 года был зачислен в ряды общих СС. В августе 1934 года поступил на службу в охрану концлагеря Эстервеген. После расформирования лагеря был переведён в концлагерь Заксенхаузен, где стал блокфюрером, а затем рапортфюрером в блоке для политических заключённых. 1 мая 1937 года вступил в НСДАП (билет № 5546919). В 1937 года стал рапортфюрером концлагеря Бухенвальд, а весной 1939 года — адъютантом коменданта Карла Коха. В начале 1941 года был переведён в штаб инспекции концлагерей, а в конце 1941 года стал шуцхафтлагерфюрером концлагеря Майданек. Осенью 1942 года был призван в 7-ю добровольческую горную дивизию СС «Принц Ойген», в составе которой участвовал в антипартизанских операциях.
В конце 1943 года был арестован. Хакману было предъявлено обвинение в сокрытии и присвоении денег во время службы в Бухенвальде. 29 июня 1944 года был приговорён судом СС в Касселе к смертной казни и исключен из СС. В марте 1945 года был освобождён из исправительного лагеря.
В конце апреля 1945 года был взят в плен американскими войсками под Фюрстенфельдбрукком. Через месяц был освобожден, но вскоре его опознал бывший узник Бухенвальда, и Хакман был задержан американской военной полицией. 14 августа 1947 года на Бухенвальдском процессе был приговорён американским трибуналом к смертной казни. В 1948 году в ходе процедуры помилования приговор был изменён на пожизненное заключение. 25 марта 1955 года был освобождён из Ландсбергской тюрьмы. После освобождения Хакман поселился в Усларе и работал на мебельной фабрике. 1 января 1976 года вышел на пенсию. 30 июня 1981 года земельным судом Дюссельдорфа был приговорён за пособничество в убийстве 141 человека к 10 годам заключения. После перенесённого инсульта в следственном изоляторе 1 сентября 1983 был освобождён. 10 февраля 1987 года по распоряжению прокуратуры Дюссельдорфа был этапирован в тюрьму Целле, однако уже 16 марта был освобождён по состоянию здоровья. Умер 20 августа 1994 года в Усларе.